# Список наград и номинаций Тома Хэнкса
Актёр, режиссёр, продюсер и сценарист Том Хэнкс был удостоен многочисленных наград и номинаций, включая два последовательных «Оскара» за фильмы «Филадельфия» (1993) и «Форрест Гамп» (1994). Согласно IMDb, Том Хэнкс удостоился 89 наград и получил 185 номинаций.

## Основные награды

### «Оскар»
| Год  | Работа                       | Категория                         | Результат |
| ---- | ---------------------------- | --------------------------------- | --------- |
| 1989 | Большой                      | Лучшая мужская роль               | Номинация |
| 1994 | Филадельфия                  | Лучшая мужская роль               | Победа    |
| 1995 | Форрест Гамп                 | Лучшая мужская роль               | Победа    |
| 1999 | Спасти рядового Райана       | Лучшая мужская роль               | Номинация |
| 2001 | Изгой                        | Лучшая мужская роль               | Номинация |
| 2020 | Прекрасный день по соседству | Лучшая мужская роль второго плана | Номинация |

### «Золотой глобус»
| Год  | Работа                       | Категория                                | Результат |
| ---- | ---------------------------- | ---------------------------------------- | --------- |
| 1989 | Большой                      | Лучшая мужская роль — комедия или мюзикл | Победа    |
| 1994 | Неспящие в Сиэтле            | Лучшая мужская роль — комедия или мюзикл | Номинация |
| 1994 | Филадельфия                  | Лучшая мужская роль — драма              | Победа    |
| 1995 | Форрест Гамп                 | Лучшая мужская роль — драма              | Победа    |
| 1999 | Спасти рядового Райана       | Лучшая мужская роль — драма              | Номинация |
| 2001 | Изгой                        | Лучшая мужская роль — драма              | Победа    |
| 2008 | Война Чарли Уилсона          | Лучшая мужская роль — комедия или мюзикл | Номинация |
| 2014 | Капитан Филлипс              | Лучшая мужская роль — драма              | Номинация |
| 2018 | Секретное досье              | Лучшая мужская роль — драма              | Номинация |
| 2020 | Прекрасный день по соседству | Лучшая мужская роль второго плана        | Номинация |
| 2020 |                              | Премия Сесиля Б. Де Милля                | Победа    |

### Прайм-таймовая премия «Эмми»
| Год  | Работа                                               | Категория                                         | Результат |
| ---- | ---------------------------------------------------- | ------------------------------------------------- | --------- |
| 1998 | С Земли на Луну                                      | Лучший мини-сериал или фильм                      | Победа    |
| 1998 | С Земли на Луну                                      | Лучшая режиссура мини-сериала или фильма          | Номинация |
| 2002 | Братья по оружию                                     | Лучший мини-сериал или фильм                      | Победа    |
| 2002 | Братья по оружию                                     | Лучшая режиссура мини-сериала или фильма          | Победа    |
| 2002 | Братья по оружию                                     | Лучший сценарий мини-сериала или фильма           | Номинация |
| 2002 | Мы остались одни вместе                              | Лучшая информационная программа                   | Номинация |
| 2008 | Джон Адамс                                           | Лучший мини-сериал или фильм                      | Победа    |
| 2009 | Большая любовь                                       | Лучший драматический сериал                       | Номинация |
| 2010 | Юбилейные концерты к 25-летию Зала Славы рок-н-ролла | Лучшее варьете или музыкальная программа          | Номинация |
| 2010 | Тихий океан                                          | Лучший мини-сериал или фильм                      | Победа    |
| 2012 | Игра изменилась                                      | Лучший мини-сериал или фильм                      | Победа    |
| 2014 | Шестидесятые                                         | Лучший документальный или научно-популярный фильм | Номинация |
| 2015 | Шестидесятые                                         | Лучший документальный или научно-популярный фильм | Номинация |
| 2015 | Что знает Оливия?                                    | Лучший мини-сериал или фильм                      | Победа    |
| 2016 | Семидесятые                                          | Лучший документальный или научно-популярный фильм | Номинация |
| 2017 | Субботним вечером в прямом эфире                     | Лучший приглашённый актёр в комедийном сериале    | Номинация |

### BAFTA
| Год  | Работа                       | Категория                         | Результат |
| ---- | ---------------------------- | --------------------------------- | --------- |
| 1995 | Форрест Гамп                 | Лучшая мужская роль               | Номинация |
| 1999 | Спасти рядового Райана       | Лучшая мужская роль               | Номинация |
| 2001 | Изгой                        | Лучшая мужская роль               | Номинация |
| 2014 | Капитан Филлипс              | Лучшая мужская роль               | Номинация |
| 2020 | Прекрасный день по соседству | Лучшая мужская роль второго плана | Номинация |

## Другие

### Берлинский кинофестиваль
| Год  | Работа      | Категория                                 | Результат |
| ---- | ----------- | ----------------------------------------- | --------- |
| 1994 | Филадельфия | Серебряный Медведь за лучшую мужскую роль | Победа    |

### Выбор критиков
| Год  | Работа                       | Категория                         | Результат |
| ---- | ---------------------------- | --------------------------------- | --------- |
| 2014 | Капитан Филлипс              | Лучшая мужская роль               | Номинация |
| 2017 | Чудо на Гудзоне              | Лучшая мужская роль               | Номинация |
| 2018 | Секретное досье              | Лучшая мужская роль               | Номинация |
| 2020 | Прекрасный день по соседству | Лучшая мужская роль второго плана | Номинация |

### Национальный совет кинокритиков США
| Год  | Работа          | Категория           | Результат |
| ---- | --------------- | ------------------- | --------- |
| 1994 | Форрест Гамп    | Лучшая мужская роль | Победа    |
| 2017 | Секретное досье | Лучшая мужская роль | Победа    |

### Премия Гильдии киноактёров США
| Год  | Работа                       | Категория                              | Результат |
| ---- | ---------------------------- | -------------------------------------- | --------- |
| 1995 | Форрест Гамп                 | Лучшая мужская роль                    | Победа    |
| 1996 | Аполлон-13                   | Лучший актёрский состав в игровом кино | Победа    |
| 1999 | Спасти рядового Райана       | Лучшая мужская роль                    | Номинация |
| 1999 | Спасти рядового Райана       | Лучший актёрский состав в игровом кино | Номинация |
| 2000 | Зелёная миля                 | Лучший актёрский состав в игровом кино | Номинация |
| 2001 | Изгой                        | Лучшая мужская роль                    | Номинация |
| 2014 | Капитан Филлипс              | Лучшая мужская роль                    | Номинация |
| 2020 | Прекрасный день по соседству | Лучшая мужская роль второго плана      | Номинация |

### Премия канала «MTV»
| Год  | Работа                 | Категория                                                      | Результат |
| ---- | ---------------------- | -------------------------------------------------------------- | --------- |
| 1994 | Неспящие в Сиэтле      | Лучший актёрский дуэт (вместе с Мег Райан)                     | Номинация |
| 1994 | Филадельфия            | Лучшая мужская роль                                            | Победа    |
| 1994 | Филадельфия            | Лучший актёрский дуэт (вместе с Дензелом Вашингтоном)          | Номинация |
| 1995 | Форрест Гамп           | Лучшая мужская роль                                            | Номинация |
| 1996 | Аполлон-13             | Лучшая мужская роль                                            | Номинация |
| 1996 | История игрушек        | Лучший актёрский дуэт (вместе с Тимом Алленом)                 | Номинация |
| 1998 | Спасти рядового Райана | Самый зрелищный эпизод                                         | Номинация |
| 1998 | Спасти рядового Райана | Лучшая мужская роль                                            | Номинация |
| 2001 | История игрушек 2      | Лучший актёрский дуэт (вместе с Тимом Алленом)                 | Номинация |
| 2001 | Изгой                  | Лучший поцелуй (совместно с Хелен Хант)                        | Номинация |
| 2001 | Изгой                  | Лучшая мужская роль                                            | Номинация |
| 2001 | Изгой                  | Лучший актёрский дуэт (вместе с волейбольным мячом «Уилсоном») | Номинация |

### «Сатурн»
| Год  | Работа       | Категория    | Результат |
| ---- | ------------ | ------------ | --------- |
| 1990 | Большой      | Лучший актёр | Победа    |
| 1995 | Форрест Гамп | Лучший актёр | Номинация |

### «Спутник»
| Год  | Работа                       | Категория                         | Результат |
| ---- | ---------------------------- | --------------------------------- | --------- |
| 2003 | Проклятый путь               | Лучшая мужская роль — драма       | Номинация |
| 2014 | Капитан Филлипс              | Лучшая мужская роль               | Номинация |
| 2014 | Спасти мистера Бэнкса        | Лучшая мужская роль второго плана | Номинация |
| 2017 | Чудо на Гудзоне              | Лучшая мужская роль               | Номинация |
| 2019 | Прекрасный день по соседству | Лучшая мужская роль второго плана | Номинация |

### «Тони»
| Год  | Работа      | Категория                   | Результат |
| ---- | ----------- | --------------------------- | --------- |
| 2013 | Счастливчик | Лучшая мужская роль в пьесе | Номинация |